# Azotna baza
Azotna baza je molekul koji sadrži azot i ima hemijske osobine baze. To je organsko jedinjenje čija bazna svojstva potiču od slobodnog para elektrona atoma azota. One nisu polarne usled njihove aromatičnosti. Pirimidini i purini su slični piridinu, te imaju slab bazni karakter. Oni su relativno nereaktivni u reakcijama elektrofilne aromatične supstitucije.
U biološkim naukama, azotne baze se tipično klasifikuju kao derivati dva osnovna jedinjenja, pirimidina i purina. Njihov planarni oblik je posebno važan u pogledu njihovih ulaga u nukleinskim kiselinama. One su gradivni blokovi DNK i RNK: adenin, guanin, timin, citozin, i uracil. 

## Literatura
- Nelson, David L. and Michael M. Cox (2008). Principles of Biochemstry, ed. 5, W.H. Freeman and Company.
- Carey, Francis A. (2008). Organic Chemistry, ed. 6, Mc Graw Hill.